# النخجواني
نعمة الله بن محمود النخجواني فقيه أذربيجاني ولد في نخجوان

## سيرته
النخجواني ( 000 - 920 هـ = 000 - 1514 م) نعمة الله بن محمود النخجواني، ويعرف بالشيخ علوان: متصوف، من أهل «آقشهر» بولاية «قرمان» نسبته إلى «نخجوان» من بلاد أذربيجان. رحل إلى الأناضول، واشتهر وتوفي بآقشهر.
له «الفواتح الإلهية والمفاتح الغيبية - ط» مجلدان في التفسير، على لسان القوم. قال صاحب الشقائق النعمانية: «كتبه بلا مراجعة للتفاسير، وأدرج فيه من الحقائق والدقائق ما يعجز عن إدراكه كثير من الناس، مع الفصاحة في عبارته» وله «شرح كتاب: كلشن راز - خ» بالفارسية، و «هداية الإخوان - خ» في التصوف 

## تفسيره
الفواتح الإلهية والمفاتح الغيبية	
ترجمة المؤلف: النخجواني
الكتاب: الفواتح الإلهية والمفاتح الغيبية الموضحة للكلم القرآنية والحكم الفرقانية
المؤلف: نعمة الله بن محمود النخجواني، ويعرف بالشيخ علوان (المتوفى: 920هـ)
الناشر: دار ركابي للنشر - الغورية، مصر
الطبعة: الأولى، 1419 هـ - 1999 م.